# Скити
Саки пренасочва насам.  За други значения вижте Саки (пояснение).
 За поемата на Александър Блок вижте Скити (поема).  
Скитите (в Средна Азия известни под етнонима сака) са исторически народ от иранската група.
Той се състоял от номадски племена, в различни исторически периоди обитавали обширни територии между Западна Монголия, Средна Азия, дори Североизточна България.
Най-значимите скитски племена, познати ни от антични източници, населявали земите между реките Днепър и Дон. Подчинените от тях народи, живеещи в периферните райони на Източноевропейските степи, също били наричани скити.
Византийският емисар Приск, който се срещал с хунския вожд Атила, неколкократно нарича сподвижниците му „скити“. Това е причина някои учени да предполагат, че някои хунски племена са били от скитски произход.
Тъй като не е открита скитска писменост, огромната част от познанията относно скитите идват от древногръцки и римски източници.
Скитите били организирани в мрежа от конни племена, владеещи голяма част от степните райони на Евразия. Поселенията им достигали до Североизточен Казахстан. Те били управлявани от близкородствена племенна аристокрация. По традиция аристократите били погребвани в кургани. Погребалните камери в тях били изградени от дъски от европейска лиственица (Larix decidua), което вероятно е било дърво от специално ритуално значение, тъй като е единственото иглолистно дърво в Европа, на което окапват игличките през зимата, т.е. подобно на широколистните дървета сменя листата си, и по този начин символизира прераждането. Погребения като това в Пазърък, в Алтайските планини, са разкрили впечатляващо добре запазени в леда скитски мумии, една от които е „Ледената девойка“ от 5 век пр.н.е..
Били особено известни с уменията си на стрелци с лък, поради което много скити били взимани като наемници сред съседните народи. Въз основа на археологически находки, някои учени предполагат, че скитските жени-воини са послужили за основа на древногръцкия мит за амазонките.
Някои разкрити гробове от културата Пазърък потвърждават частично това предположение. Намерени са били скелети на мъж и жена, и двамата в пълно бойно снаряжение. Всичко това навежда на мисълта, че определени жени, обикновено млади и неомъжени, са били част от воинското съсловие.

## История
Макар и все още да няма неоспорими доказателства за произхода и миграциите на скитите към Кавказ и Украйна, традиционно се приема че скитският етнос и култура се формират в Централна Азия и се разселва на запад между 800 г. пр.н.е. и 600 г. пр.н.е.. Движението на тези народи към Европа се развива основно в два ръкава. Първият преминава през земите южно от Каспийско море. Именно тези преселници от VII-VI век пр.н.е. стават известни в гръцките източници под името „скити“. Вторият път на преселение преминава северно от Каспийско море. Тези средноазиатски преселници най-общо се определят в науката под иранското название саки. И в двата случая става дума за народи с общ произход. Отбелязването им като скити и саки е условно и цели единствено правилната им ориентация към времето.
Основната информация по темата, освен от археологическите проучвания, идва от старогръцки източници. Омир нарича скитите „доячи на кобили“, а Херодот ги описва по-детайлно: с подплатени панталони, затъкнати в ботушите, и с отворени туники. Яздели без стремена и седло, а само с потник (парче плат на гърба на коня, против протриване при езда). Според Херодот източните скити (сака) употребявали опияняващи семена чрез хвърляне в огъня (вероятно марихуана или друг вид коноп), макар твърдението да е неясно. Все пак подобна практика може да се свърже с един от клоновете на саките, а именно тези, които персите наричат „хаумаварга“. Скитите използвали особено опасни стрели с шипове. Според римски източници те се хранели с кръв от конете си. Вярва се, че те първи обяздили коня и го използвали в бой.
Скитският философ Анахарс посетил Атина през 6 век пр.н.е., а мъдростта му станала легендарна. От 5 век пр.н.е. до 3 век пр.н.е. скитските племена изживели съществен подем. Когато Херодот пишел своите „Истории“, гърците различавали Велика Скития, в район започващ на двайсет дни езда от река Дунав, през украинските степи и до долния Дон, от Малка Скития, която е днешната Добруджа. Оттогава река Дон (в древността наричана Танаис) станала основен търговски маршрут. Скитите печелели основно от търговията с роби, а също изнасяли жито, добитък и сирене към Гърция, през гръцките колонии по Северното Черноморие.
С военната си кампания от 339 г. пр.н.е., македонският владетел Филип II прекъснал тези връзки.
Макар античните източници да твърдят, че скитите „изчезнали“ около 1 век пр.н.е., римските историци продължават да използват този етноним, за обозначение на всички конни племена, нахлуващи в Европа. Сарматските военни съюзи превземат скитското пространство северно от Черно море. Според установените от науката данни, сарматите, аланите и осетинците са наследници на сакските племена, родствени с т.нар. исторически скити. Осетинците са ираноезичен народ в Европа. Основните два диалекта са иронски и дигорски. Осетинският език спада към източноиранските езици и съдържа някои близки паралели с авестийския.
Скитите се споменават дори и от ирландски легенди, писани в християнския период.

## Археология
Сред основните археологически открития, принадлежащи към скитската култура, са впечатляващи кургани, в които са намирани майсторски изработени предмети от злато и други ценни метали, коприна, останки от принесени в жертва коне и хора. Откривани са и добре запазени човешки останки, някои от които са целенасочено мумифицирани, а други – съхранени в ледовете на планините Алтай.
Първите разкрити скитски (сакски) погребения от бронзовата епоха са курганите в Република Алтай в Руската федерация. Те образуват Пазъръкската култура по името на оброчище край днешното село Улаган.
Пет големи погребални могили и няколко по-скромни погребения са изследвани в периода 1925 – 1949 г., основно от екип на руския археолог Сергей Руденко. Могилите са съставени от камери, изградени от стволове на листокапна борика (Larix Europaea), засипани с големи камъни.
В гробниците било оставено всичко необходимо за задгробния живот на погребаните. Аристократите били полагани в гроба заедно със своите коне, а в една от могилите е намерен и прочутият Пазъръкски килим – най-старият известен ориенталски килим, изработен от сбита и пресована вълна.
Пазъръкската култура изживяла подем между 7 век пр.н.е. и 3 век пр.н.е. Тя била център на по-голямата от две родствени скитски общности, сами наричали себе си саки. Антропологическите изследвания на откритите скелети и мумии показват смесена расова принадлежност на саките, част от които са били светлокестеняви до русоляви и със светла пигментация на кожата.
Източно от културата Пазърък, по горното течение на Енисей, е разположена сходната тагарска култура.

## Археогенетика
Според по-старите изследвания генетичният пренос по време на бронзовата епоха е бил от запад на изток а ролята на миграцията на индоевропейците на изток (културите Ямна и Андроново) е подчертана. Генетичните изследвания върху номадите от желязната епоха са ограничени от малкия брой на тестваните проби, обикновено ограничен до една културална група, или въз основа на анализ само на митохондриални хаплогрупи (mtDNA).
Според по-ново изследване на древна ДНК извършени на скитски кости от Пазърък, скитите са носители, както на западно евразийски, така и на източноазиатски и сибирски хаплогрупи, а междурасовите контакти започват през 5 век пр.н.е.
В по-скорошно проучване са анализирани проби от индивиди свързани със скитската култура от различни географски и времеви периоди. Пробите са разпределени в две групи взети от две географски зони: западна (регион Дон-Волга и регион югозападно от Урал) и източна зона (Източен Казахстан и планината Алтай). Последната група включва проби които се свързват с културата Пазирик. Въпреки че двете групи са разделени от разстояние 2000 – 3500 километра, археологическите данни разкриват, че те са сходни в културата и начина на живот. Според това проучване скитите произхождат от носителите на т.нар. Ямна култура и се разселват както на запад към Европа, така и на Изток в Централна Азия и Южен Сибир. Поради голямата си мобилност като ездачи, с което превъзхождат завареното население, те заемат обширни територии. Според изследването, скитите се разделят на Източни и Западни, като при заселването си се смесват с местно население. На Изток това са главно носители на източноазиатско ДНК, но между двете групи има не само културен обмен, но и генетичен. Западните скити също имат източноазиатска генетична връзка, но тя е по-слаба. Източноазиатското ДНК при Западните ските се засилва най-много през Железния период, много преди идването на тюркските народности в ранното Средновековие. Съвременните популации с генетична връзка със западните скити се намират главно в близка географска близост с Кавказ, Русия и Централна Азия, и са ирански и други индоевропейски групи. Популациите с генетични прилики с източните скитски групи са разпределени в по-широк географски обхват почти изключително сред говорещите тюркски езици.

## Митология на скитите
Ето сведение от Херодот, който дава и съпоставка между скитските и елинските богове: „Хестия на скитски се нарича Табити (Табита), Зевс – Папай, според мен съвършено правилно, Гея – Апи, Аполон – Гойтосир (Ойтосир), Афродита Урания се нарича Аргимпаса (Артимпаса, Арипаса), Посейдон – Тагимасад.“ Като изключим Посейдон – Тагимасад, който се почита само от царските скити, броят на общоскитските богове е седем. Седембожието е устойчива особеност на религията на индоиранците. Такъв е бил първоначалния брой на Адитите – водещите богове в митологията на ведийските арии. На първо място е посочена Табити (Табита), която е не само богиня на домашното огнище, но въобще на огъня, както и на семейството – подобно на Агни, индоарийския бог на огъня. Така описаният от Херодот пантеон се разделя на три нива: „по-високо от всички“ или „преди всички“ се почита Хестия-Табити, „освен това“ или „след това“ – Зевс и Гея, а „след тях“, „по-нататък“ – останалите четири божества. Според иранистите етимологията на името на богинята Табити е „сгряваща“ или „пламтяща“, което потвърждава тълкуването ѝ като божество на огъня.